# Championnat du Mexique de football 1950-1951
Navigation
Saison précédente Saison suivante
La Primera División 1950-1951 est la huitième édition de la première division mexicaine.
Lors de ce tournoi, le Deportivo Veracruz a tenté de conserver son titre de champion du Mexique face aux onze meilleurs clubs mexicains.
Chacun des douze clubs participant au championnat était confronté deux fois aux onze autres.

## Les 12 clubs participants
| \| Mexico: Club América CF Atlante Club Necaxa Club Deportivo Marte Guadalajara: CF Atlas Chivas de Guadalajara Oro de Jalisco Deportivo Veracruz CF Puebla CF Tampico FC León San Sebastián de León Mexico Guadalajara \| Localisation des clubs engagés dans le championnat. |
| Mexico: Club América CF Atlante Club Necaxa Club Deportivo Marte Guadalajara: CF Atlas Chivas de Guadalajara Oro de Jalisco Deportivo Veracruz CF Puebla CF Tampico FC León San Sebastián de León Mexico Guadalajara                                                           |

| Club                       | Stade                           | Capacité          | Ville       |
| Club América               | Stade Ciudad de los deportes    | 35 161            | Mexico      |
| CF Atlante                 | Stade inconnu                   | Capacité inconnue | Mexico      |
| CF Atlas                   | Stade Felipe Martínez Sandoval  | 10 000            | Guadalajara |
| Chivas de Guadalajara      | Stade Felipe Martínez Sandoval  | 10 000            | Guadalajara |
| Oro de Jalisco             | Stade Felipe Martínez Sandoval  | 10 000            | Guadalajara |
| FC León                    | Stade inconnu                   | Capacité inconnue | León        |
| San Sebastián de León (en) | Stade La Martinica              | 11 000            | León        |
| Club Deportivo Marte       | Stade inconnu                   | Capacité inconnue | Mexico      |
| Club Necaxa                | Parque Oblatos                  | Capacité inconnue | Mexico      |
| CF Puebla                  | Stade inconnu                   | Capacité inconnue | Puebla      |
| CF Tampico                 | Stade inconnu                   | Capacité inconnue | Tampico     |
| Deportivo Veracruz         | Parc Deportivo Veracruzano (en) | 12 000            | Veracruz    |

## Compétition
Les douze équipes s'affrontent à deux reprises selon un calendrier tiré aléatoirement.
Le classement est établi sur l'ancien barème de points (victoire à 2 points, match nul à 1, défaite à 0).
Le départage final se fait selon les critères suivants si le titre ou la relégation sont en jeu :
- Le nombre de points.
- Un match de départage.

Sinon le départage final se fait selon les critères suivants :
- Le nombre de points.
- La différence de buts générale.
- La différence de buts particulière.
- Le nombre de buts marqué à l'extérieur.
- Le tirage au sort.

### Classement
| Rang | Équipe                     | Pts | J  | G  | N | P  | Bp | Bc | Diff |
| ---- | -------------------------- | --- | -- | -- | - | -- | -- | -- | ---- |
| 1    | CF Atlas                   | 30  | 22 | 12 | 6 | 4  | 44 | 23 | +21  |
| 2    | CF Atlante (C)             | 29  | 22 | 12 | 5 | 5  | 48 | 27 | +21  |
| 3    | Club Necaxa (P)            | 28  | 22 | 12 | 4 | 6  | 37 | 28 | +9   |
| 4    | FC León                    | 26  | 22 | 10 | 6 | 6  | 39 | 27 | +12  |
| 5    | Chivas de Guadalajara      | 25  | 22 | 9  | 7 | 6  | 42 | 33 | +9   |
| 6    | Deportivo Veracruz (T)     | 22  | 22 | 9  | 4 | 9  | 41 | 45 | -4   |
| 7    | CF Puebla                  | 21  | 22 | 9  | 3 | 10 | 38 | 47 | -9   |
| 8    | Oro de Jalisco             | 20  | 22 | 10 | 0 | 12 | 40 | 53 | -13  |
| 9    | CF Tampico                 | 19  | 22 | 9  | 1 | 12 | 34 | 38 | -4   |
| 10   | Club América               | 17  | 22 | 5  | 7 | 10 | 26 | 35 | -9   |
| 11   | Club Deportivo Marte       | 16  | 22 | 6  | 4 | 12 | 33 | 48 | -15  |
| 12   | San Sebastián de León (en) | 11  | 22 | 2  | 7 | 13 | 28 | 46 | -18  |

| Légende : Qualifications et relégations | Légende : Qualifications et relégations                                                              |
| --------------------------------------- | --- |
|                                         | Relégué en Primera División A                                                                        |
|                                         | (T) : Tenant du titre (C) : Vainqueur de la Copa México 1950-1951 (P) : Promu de la saison 1949-1950 |

## Bilan du tournoi
| Tableau d'Honneur    |            |
| Compétition          | Vainqueur  |
| Primera División     | CF Atlas   |
| Copa México          | CF Atlante |
| Campeón de Campeones | CF Atlas   |

| Promotions et relégations     |                            |
| Relégué en Primera División A | San Sebastián de León (en) |
| Promu de Primera División A   | Zacatepec                  |